# 仙台市立将監中学校
仙台市立将監中学校（せんだいしりつ しょうげんちゅうがっこう）は、宮城県仙台市泉区将監九丁目にある公立中学校。通称は「監中」（げんちゅう）。

## 概要
将監団地が開発されて既存の七北田中学校の生徒数が急増し、手狭になったために将監団地内に新たに中学校を増設することとなり、開校した。

## 沿革
- 1975年（昭和50年）4月1日 - 七北田中学校より分離する形で当時の泉市立将監中学校が開校
- 1981年（昭和56年）4月1日 - 泉市立将監東中学校が分離開校
- 1988年（昭和63年）3月1日 - 仙台市立将監中学校に改称

## 学区
- 将監西小学校、将監中央小学校、桂小学校学区[2]

## 卒業生
- 佐々木主浩 - 元プロ野球選手（現野球解説者）[3]
- 佐々木重樹 - 元プロ野球選手（ヤクルトスワローズ→福岡ダイエーホークス）
- 丹野研太 - プロサッカー選手
- 志村雄彦 - 元プロバスケットボール選手
- 大友愛 - 元バレーボール選手　ロンドンオリンピック銅メダル